# マルセル・ヴィテチェク
マルセル・ヴィテチェク（Marcel Witeczek, 1968年10月18日 - ）は、ポーランド出身でドイツ国籍の元サッカー選手。現役時代のポジションはミッドフィールダー、フォワード。

## 経歴
代表レベルではU-16西ドイツ代表として1985年の1985 FIFA U-16世界選手権で準優勝し、ゴールデンシューズ賞（得点王）を獲得した。U-20西ドイツ代表として1987年の1987 FIFAワールドユース選手権でも準優勝に貢献するなど、ユース時代から将来を嘱望された選手であった。
クラブではバイエル・ユルディンゲンで選手キャリアをスタートさせると1991年に1.FCカイザースラウテルンへ移籍、2年後には
バイエルン・ミュンヘンへ移籍。バイエルンでは2度のリーグタイトルと1度のUEFAカップ制覇を経験するなど、最も成功した時期を過ごした。1997年には古豪のボルシア・メンヒェングラッドバッハへ移籍。2シーズン目の1998-1999シーズンに2部降格を経験するが、クラブに残留し1部昇格に貢献した。
2003年にはSGヴァッテンシャイト、2006年からは5部リーグのFCアルブシュタットでプレーを続け、2007年に現役を引退した。

## 個人タイトル
- 1985 FIFA U-16世界選手権　ゴールデンシューズ賞
- 1987 FIFAワールドユース選手権　ゴールデンシューズ賞